# Lin à feuilles étroites
Linum tenuifolium
Espèce
Classification phylogénétique
Le Lin à feuilles étroites, également appelé Lin à feuilles menues, Lin ligneux, Lin à feuilles ténues ou  Lin à petites feuilles (Linum tenuifolium), est une espèce de plantes à fleurs de la famille des Linaceae.
C'est une plante herbacée vivace (15 à 50 cm), glabre, formant des touffes de tiges aux feuilles alternes linéaires à une seule nervure. Les tiges florifères sont érigées et portent des fleurs roses, lilas ou blanches en cymes lâches. La floraison est fugace.
Il se rencontre sur les pelouses, prés secs et endroits rocailleux jusqu'à 1 500 m d'altitude, surtout en Europe continentale et dans sa partie sud.
En France, on le rencontre par exemple sur le sommet du Néron, en Isère.

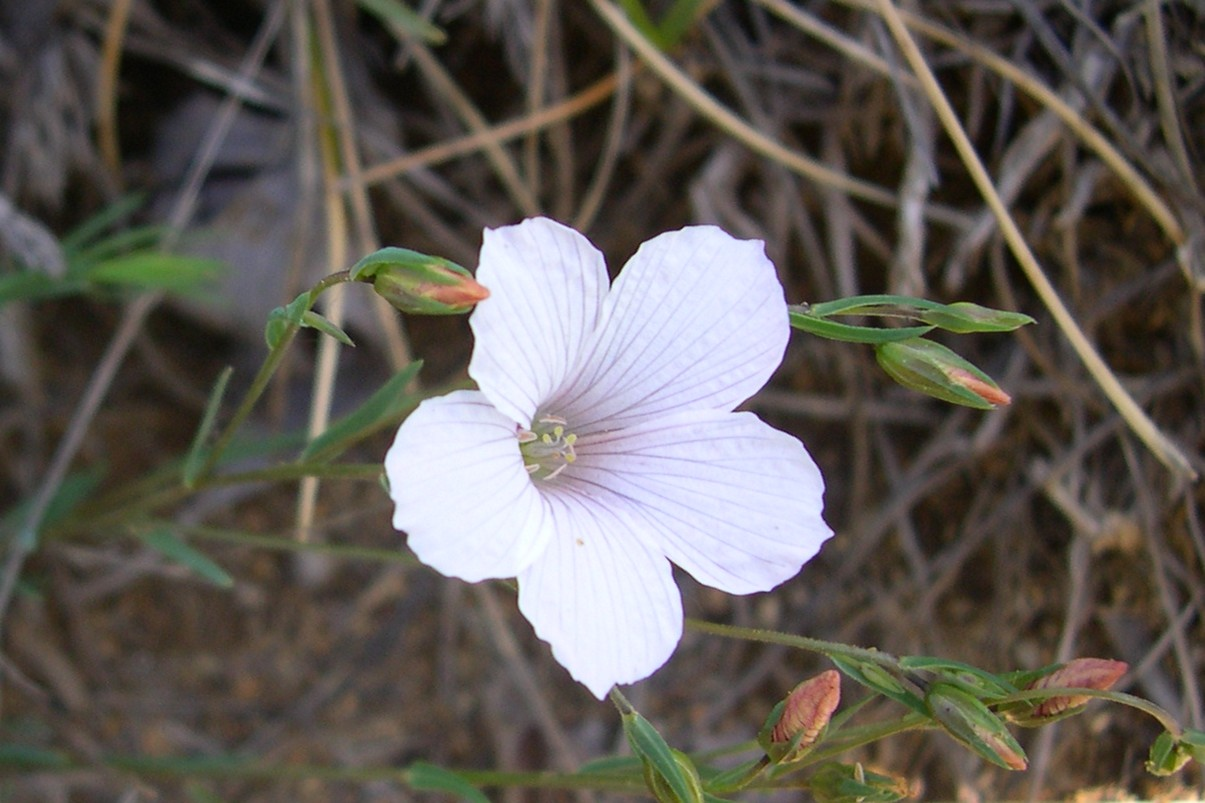
Détail de la fleur.